# Museo Bologna-Buonsignori
Il museo Bologna Buonsignori è situato a Siena, in via Roma in angolo con via Val di Montone, di fronte al museo della Società di Esecutori di Pie Disposizioni.

## Descrizione
Consiste in una collezione privata di Clemente Bologna-Buonsignori di Montepulciano, avviata ai primi del Novecento e donata dall'omonima famiglia al Comune di Siena nel 1983.
Comprende una notevole varietà di reperti archeologici, in gran parte etruschi, come ceramiche, monete, armi, gioielli e dipinti; il periodo a cui risalgono questi ultimi va dal XV al XX secolo.
La collezione conserva vari oggetti diversi per epoca e tipologia che documentano il collezionismo privato dell'epoca. Nell'incertezza dei luoghi di provenienza, i vari reperti antichi sono esposti per tipologia. Tra gli oggetti esposti, di particolare rilievo sono i vasi provenienti dalla regione greca dell'Attica e le ceramiche etrusche e lucane. In particolare si trovano ceramiche etrusche d'impasto, probabilmente dal territorio vulcenate, esempi ceramica italo-geometrica pure riconducibile a Vulci, vasellame in bucchero sottile, pesante e grigio, ascrivibile tra la fine del VII e la prima metà del V secolo a.C. Numerose sono poi le ceramiche etrusco-corinzie (610-550 a.C. circa).